# Amílcar Henríquez
Amílcar Henríquez Espinoza (Colón, Panamá; 2 de agosto de 1983 - Colón, Panamá; 15 de abril de 2017) fue un futbolista panameño. Jugaba como mediocampista, su último club fue el Árabe Unido y también formó parte de la selección de fútbol de Panamá.
Desarrolló gran parte de su carrera en el FPC. En total disputaría profesionalmente 484 partidos en los que anotó 28 goles.

## Trayectoria

### Atlético Huila
En 2009 llega al Atlético Huila donde se consolida como una de las piezas más importantes en el equipo, alcanzando la final de la Copa Mustang II, quedando subcampeón con el equipo opita. Durante los siguientes torneos demostró un gran nivel para quedarse con un puesto en la titular del equipo.

### Independiente Medellín
El 10 de julio de 2012, se da a conocer que es nuevo jugador del Independiente Medellín, firmando por tres años con el club antioqueño, para el segundo semestre de 2014 es prestado a otro equipo por bajo rendimiento.

## Selección nacional
Hizo su debut con la selección de Panamá en 2004, contra Irán. Hizo parte del equipo que se coronó campeón de la Copa UNCAF 2009. Confirmó su retirada de la selección en plena competencia de Copa de Naciones en septiembre de 2014. Regresó a la selección en octubre de 2015 luego del llamado del profesor Hernán Darío "Bolillo" Gómez por su buen rendimiento. También participó en la Copa América Centenario en Estados Unidos. El 28 de marzo de 2017 jugó su último partido como seleccionado nacional en el empate a 1 ante la Selección de fútbol de los Estados Unidos por la cuarta fecha correspondiente al Hexagonal de Concacaf rumbo a Rusia 2018.

### Participaciones en selección nacional
| Copa                      | Sede           | Resultado        | Partidos | Goles |
| ------------------------- | -------------- | ---------------- | -------- | ----- |
| Copa Uncaf 2005           | Guatemala      | Cuarto lugar     | 4        | 0     |
| Copa Uncaf 2007           | El Salvador    | Subcampeón       | 4        | 0     |
| Copa Oro 2007             | Estados Unidos | Cuartos de final | 3        | 0     |
| Copa Uncaf 2009           | Honduras       | Campeón          | 4        | 0     |
| Copa Oro 2009             | Estados Unidos | Cuartos de final | 3        | 0     |
| Copa Centroamericana 2011 | Panamá         | Tercer lugar     | 4        | 0     |
| Copa Oro 2011             | Estados Unidos | Semifinalista    | 4        | 0     |
| Copa Centroamericana 2014 | Estados Unidos | Tercer lugar     | 0        | 0     |
| Copa América Centenario   | Estados Unidos | Fase de grupos   | 1        | 0     |
| Copa Centroamericana 2017 | Panamá         | Subcampeón       | 4        | 0     |

## Fallecimiento
El 15 de abril de 2017 recibió varios impactos de bala durante un tiroteo en la barriada de Nuevo Colón, provincia de Colón. El futbolista fue trasladado herido a la policlínica Laurencio Ocaña, de Sabanitas, donde luego falleció. Además resultaron lesionadas otras dos personas en el tiroteo. El Club Deportivo Árabe Unido retiro la camiseta N°21 en su honor.

## Clubes
| Club                   | País                | Año                 | Partidos | Goles |
| ---------------------- | ------------------- | ------------------- | -------- | ----- |
| Árabe Unido            | Panamá              | 2003-2006           | 94       | 10    |
| AD Santacruceña        | Costa Rica          | 2007-2008           | 18       | 1     |
| Árabe Unido            | Panamá              | 2008                | 27       | 3     |
| Atlético Huila         | Colombia            | 2009-2012           | 118      | 8     |
| Independiente Medellín | Colombia            | 2012-2014           | 62       | 2     |
| Árabe Unido            | Panamá              | 2014                | 12       | 1     |
| Real Cartagena         | Colombia            | 2015                | 18       | 0     |
| América de Cali        | Colombia            | 2015-2016           | 28       | 1     |
| Árabe Unido            | Panamá              | 2016-2017           | 23       | 2     |
| Total en la carrera    | Total en la carrera | Total en la carrera | 400      | 28    |

## Estadísticas

### Clubes
Estadísticas en clubes.
| Árabe Unido · Panamá | 1ª                  | 2003                | 17  | 2  | —  | — | 2  | 0 | 19  | 2  |
| Árabe Unido · Panamá | 1ª                  | 2004                | 24  | 1  | —  | — | —  | — | 24  | 1  |
| Árabe Unido · Panamá | 1ª                  | 2005                | 26  | 5  | —  | — | —  | — | 26  | 5  |
| Árabe Unido · Panamá | 1ª                  | 2006                | 25  | 2  | —  | — | —  | — | 25  | 2  |
| Árabe Unido · Panamá | 1ª                  | 2008-ll             | 27  | 3  | —  | — | —  | — | 27  | 3  |
| Árabe Unido · Panamá | 1ª                  | 2014-ll             | 12  | 1  | —  | — | 0  | 0 | 12  | 1  |
| Árabe Unido · Panamá | 1ª                  | 2016/17             | 18  | 0  | —  | — | 5  | 2 | 23  | 2  |
| Total club | Total club          | Total club          | 149 | 14 | 0  | 0 | 7  | 2 | 156 | 16 |
| AD Santacruceña · Costa Rica                                                                                                 | 2ª                  | 2007/08             | 18  | 1  | —  | — | —  | — | 18  | 1  |
| Total club | Total club          | Total club          | 18  | 1  | 0  | 0 | 0  | 0 | 18  | 1  |
| Atlético Huila · Colombia | 1ª                  | 2009                | 31  | 1  | 9  | 0 | —  | — | 40  | 1  |
| Atlético Huila · Colombia | 1ª                  | 2010                | 35  | 5  | 7  | 0 | 3  | 0 | 45  | 5  |
| Atlético Huila · Colombia | 1ª                  | 2011                | 22  | 2  | 5  | 0 | —  | — | 27  | 2  |
| Atlético Huila · Colombia | 1ª                  | 2012-l              | 4   | 0  | 2  | 0 | —  | — | 6   | 0  |
| Total club | Total club          | Total club          | 92  | 8  | 23 | 0 | 3  | 0 | 118 | 8  |
| Independiente Medellín · Colombia                                                                                            | 1ª                  | 2012-ll             | 17  | 0  | 0  | 0 | —  | — | 17  | 0  |
| Independiente Medellín · Colombia                                                                                            | 1ª                  | 2013                | 31  | 1  | 1  | 0 | —  | — | 32  | 1  |
| Independiente Medellín · Colombia                                                                                            | 1ª                  | 2014-l              | 13  | 1  | 0  | 0 | —  | — | 13  | 1  |
| Total club | Total club          | Total club          | 61  | 2  | 1  | 0 | 0  | 0 | 62  | 2  |
| Real Cartagena · Colombia | 2ª                  | 2015-l              | 14  | 0  | 3  | 0 | —  | — | 17  | 0  |
| Total club | Total club          | Total club          | 14  | 0  | 3  | 0 | 0  | 0 | 17  | 0  |
| América de Cali · Colombia                                                                                                   | 2ª                  | 2015-ll             | 15  | 0  | 0  | 0 | —  | — | 15  | 0  |
| América de Cali · Colombia                                                                                                   | 2ª                  | 2016-l              | 12  | 1  | 1  | 0 | —  | — | 13  | 1  |
| Total club | Total club          | Total club          | 27  | 1  | 1  | 0 | 0  | 0 | 28  | 1  |
| Total en su carrera | Total en su carrera | Total en su carrera | 362 | 26 | 28 | 0 | 10 | 2 | 400 | 28 |
| (1)Incluidos los datos de la Copa Colombia (2)Incluidos los datos de la Copa de Campeones de la Concacaf y Copa Sudamericana |                     |                     |     |    |    |   |    |   |     |    |

### Selección
| Adulta · Panamá | 2004            |     |   |     |   |     |   |     |   |
| Adulta · Panamá | 2005            | 0   | 0 | 2   | 0 | 0   | 0 | 2   | 0 |
| Adulta · Panamá | 2006            |     |   |     |   |     |   |     |   |
| Adulta · Panamá | 2007            | 0   | 0 | 0   | 0 | 3   | 0 | 3   | 0 |
| Adulta · Panamá | 2008            |     |   |     |   |     |   |     |   |
| Adulta · Panamá | 2009            | 2   | 0 | 0   | 0 | 3   | 0 | 5   | 0 |
| Adulta · Panamá | 2010            | 7   | 0 | 0   | 0 | 0   | 0 | 7   | 0 |
| Adulta · Panamá | 2011            | 2   | 0 | 1   | 0 | 8   | 0 | 11  | 0 |
| Adulta · Panamá | 2012            | 2   | 0 | 6   | 0 | 0   | 0 | 8   | 0 |
| Adulta · Panamá | 2013            | 1   | 0 | 6   | 0 | 0   | 0 | 7   | 0 |
| Adulta · Panamá | 2014            | 3   | 0 | 0   | 0 | 0   | 0 | 3   | 0 |
| Adulta · Panamá | 2015            | 0   | 0 | 1   | 0 | 0   | 0 | 1   | 0 |
| Adulta · Panamá | 2016            | 3   | 0 | 5   | 0 | 1   | 0 | 9   | 0 |
| Adulta · Panamá | 2017            | 0   | 0 | 2   | 0 | 4   | 0 | 6   | 0 |
| Total Selección | Total Selección | +20 | 0 | +23 | 0 | +19 | 0 | +62 | 0 |
| (1) .           |                 |     |   |     |   |     |   |     |   |

### Resumen estadístico
| Competición           | Partidos | Goles | Promedio |
| --------------------- | -------- | ----- | -------- |
| Liga                  | 362      | 26    | 0,07     |
| Copas nacionales      | 28       | 0     | 0,00     |
| Copas internacionales | 10       | 2     | 0,02     |
| Selección de Panamá   | 84       | 0     | 0,00     |
| Total                 | 484      | 28    | 0,05     |

## Palmarés

### Campeonatos nacionales
| Título          | Club        | País   | Año  |
| --------------- | ----------- | ------ | ---- |
| Torneo Apertura | Árabe Unido | Panamá | 2004 |
| Torneo Clausura | Árabe Unido | Panamá | 2004 |
| Torneo Clausura | Árabe Unido | Panamá | 2008 |

### Campeonatos internacionales
| Título               | Equipo | País     | Año  |
| -------------------- | ------ | -------- | ---- |
| Copa Centroamericana | Panamá | Honduras | 2009 |